# Star Wars: Empire at War
Star Wars: Empire at War — відеогра, стратегія в реальному часі, розроблена Petroglyph Games і видана LucasArts для Microsoft Windows і Mac OS X у 2006 році. Дія гри відбувається між Епізодом III і Епізодом IV кіносаги та зосереджується на боротьбі між Імперією та Альянсом Повстанців.

## Ігровий процес

### Основи
Гра зображає наземні та космічні битви всесвіту «Зоряних воєн». Існує 3 режими: сюжетна кампанія, галактичне завоювання та сутичка. В перших двох присутня карта, де потрібно керувати створенням і переміщенням армій, будівництвом споруд. Коли дві протиборчі наземні чи космічні армії стикаються, починається відповідно наземна чи космічна битва.
Сюжетна кампанія пропонує дві історії з взаємовиключними фіналами: за Імперію чи за Альянс Повстанців. Поступово стають доступними нові планети, де потрібно виконувати різноманітні завдання за участю персонажів усесвіту «Зоряних воєн». Між битвами відбувається розвиток інфраструктури планет, замовлення армій і їх переміщення. На карті галактики час плине з постійною швидкістю, а не рахується за кроками, як у подібних іграх. При битві час на карті галактики призупиняється. Від планет надходять кредити, що використовуються для дослідження технологій, будівництва та замовлення військ. Кожна планета надає своїм власникам різні переваги.
Галактичне завоювання грається подібно, але гравець вільний відвідувати планети в будь-якому порядку. Глобальні завдання включають: убити ворожого лідера (Мон Мотму чи імператора Палпатіна), захистити або знищити Зірку Смерті або цілком позбавити ворога всіх планет і армій. Наявна нейтральна фракція піратів, яка не атакує сама, поки на неї не нападають.
Коли ворожі армії стикаються, починається битва. Захисники можуть використовувати заздалегідь створені споруди, гарнізон і доставлені армії. Нападники мусять покладатися лише на армії, перекинуті до планети. Кожна сторона може мати лише певну кількість одиниць на полі одночасно; решта зберігаються як підкріплення, що доставляється в зони висадки.
У режимі «Сутичка» всі гравці володіють базами чи космічними станціями, на яких замовляють війська та проводять дослідження вдосконалень. У наземних битвах бази мають готові споруди і будувати нові не можна. Якщо вони знищені (крім штабу, втрата якого означає поразку), то ці споруди можна відновити. На кожній базі є зона висадки замовлених військ і майданчики для будівництва оборонних споруд: турелей, лікувальних і ремонтних станцій або сенсорних веж. Кошти постійно надходять зі сталою швидкістю. На місцевості за межами баз можуть розташовуватися додаткові зони висадки та майданчики для будівництва. Захопити їх можна, розташувавши поруч піхоту. На планетах періодично відбуваються несприятливі події, такі, як злива, завірюха, піщана чи попільна буря. При космічних битвах базу замінює станція з різними модулями. Додаткові ресурси отримуються шляхом захоплення шахтарських баз. Подекуди розташовані космічні платформи, де будуються оборонні турелі. Космічні кораблі мають ключові вузли, втрата яких позбавляє корабель відповідних функцій. В космосі трапляються природні перешкоди: астероїдні поля пошкоджують кораблі, а туманності блокують їхні спеціальні можливості.
Багатокористувацька гра дозволяє проходити кампанію двом гравцям одночасно та змагатися декільком гравцям у наземних і космічних битвах. Умовою перемоги в окремих сутичках є знищення суперників або контроль найбільшої кількості ключових точок.

### Фракції
Галактична імперія володіє потужними космічними кораблями, тоді як її наземні сили зазвичай слабші, ніж повстанські. Цей недолік компенсується різноманітністю військ і вдосконалень. Має сильні наземні крокуючі машини AT-AT, що висаджують десант, який не враховується до загальної кількості військ. На галактичній карті Імперія може використовувати «Зірку Смерті» — космічну станцію, постріл з якої знищує вказану планету.
Альянс Повстанців покладається на використання невеликих мобільних армій. Його наземні сили переважно сильніші за імперські, але набір юнітів невеликий і повстанці мають обмаль удосконалень. На галактичній карті Альянс Повстанців здатен викрадати кошти в Імперії, щоб миттєво купувати вдосконалення. Якщо повстанська армія містить 4 чи менше загонів, то може обійти оборонні рубежі й одразу висадитися на планету без потреби спершу вести бій у космосі.

## Сюжет

### Альянс Повстанців
У навчальній місії армія Галактичної імперії здійснює напад на базу повстанців на планеті Кашиїк. Повстанці втрачають контроль над планетою, але евакуюють частину своїх бійців. Метою повстанців стають прототипи космічних винищувачів X-WING, які перебувають під охороною на Фрезії.
Щоб викрасти винищувачі, необхідно змусити зоряний руйнівник «Тиранія» покинути Фрезію. Для цього капітан Реймус Антіллес здійснює наліт на імперські верфі біля Куата, знищивши кілька недобудованих кораблів. «Тиранія» прилітає туди за мить після того, як флот повстанців покидає орбіту планети.
Дроїдів C-3PO і R2-D2 посилають на планету Вейленд, де вони за підтримки військ проникають на імперську базу, щоб викрасти коди для безпечного прольоту до Фрезії. Далі армія повстанців висаджується на Фрезію та доставляє пілотів до 4-х прототипів X-WING, які успішно евакуює. Імперія захоплює групу дослідників, потрібних для налагодження серійного виробництва винищувачів і везе до в'язниці на Кесселі. Флот Альянсу на чолі з капітаном Реймусом Антіллесом надсилає оперативну групу, що перехоплює дослідників і покидає орбіту планети, коли прибуває вороже підкріплення.
Чубаку тим часом схопили імперці. Хан Соло вирушає на Кашиїк і визволяє його. Згодом на планету прибуває Дарт Вейдер і наказує схопити Хана живим. Далі Імперія захоплює піратського ватажка з метою змусити його видати цінну інформацію. Реймус Антіллес втручається і знищує імперський корабель. Після захоплення піратського інформатора над Ацеррі Альянс повстанців дізнається, що гранд-мофф Таркін особисто контролює проєкт імперської суперзброї, що обертається навколо Корулага. Але перш ніж атакувати станцію, повстанцям потрібно знайти спосіб вивести з ладу її захист. Для цього сенаторка Мон Мотма посилає до Корулага Хана Соло, та його корабель захоплюють. Невеликий флот рятує Хана та поспіхом відлітає. На Хана Соло та Чубакку починає полювати найманець Боба Фетт, але вони встигають саботувати доставку вантажу для Таркіна. Реймус Антіллес залучає Хана Соло, щоб він встановив маячок у контейнер, який буде доставлений до суперзброї — станції «Зірка смерті».
Для посилення флоту Альянсу Повстанців потрібні креслення кораблів з Мон-Каламарі, що зберігаються на імперській базі на Каріді. Хан Соло з Чубаккою проникають на базу й викрадають плани. Верфі на Даці починають будувати кораблі. Однак Альянс виявляє, що великий імперський флот скупчується над Корусантом з наміром вторгнутися на Мон-Каламарі. Флот за участі адмірала Акбара перешкоджає ворожим кораблям досягнути планети.
Фінальна битва відбувається біля Явіна IV, куди летить «Зірка смерті». Повстанцям вдається використати ескадрилью X-WING для знищення станції, чим позбавити Імперію головної переваги.

### Галактична імперія
Навчальна місія відбувається на планеті Рилот, де Імперія знищує нещодавно виявлену базу повстанців.
Імперські війська висаджуються на Тіферрі, де загін під командуванням Дарта Вейдера потрапляє в засідку. Ватажок повстанців, перебіжчик Каласт, тікає, за що Вейдер страчує польового командира. Ознаки піратської допомоги повстанцям ведуть Вейдера до Ілума. Проте сили Дарта Вейдера на Тіферрі мусять терміново відлетіти на Фондор, де спалахнуло повстання, що загрожує зірвати будівництво флоту. Після придушення повстання Вейдер наймає Бобу Фетта, щоб він проник на Ілум, знищив розвідувальне обладнання та дозволив імперському флоту зненацька напасти. Після цього імперський флот зміг вільно переслідувати ватажка піратів, який здається після пошкодження свого корабля.
Далі Імперія знищує оборону навколо Геонозиса та десантує війська на поверхню. Армія підкорює планету й придушує бунт геонозійців, яких підтримував Альянс. Але невдовзі виявляється, що жителі Мон-Каламарі готуються надати повстанцям свої космічні кораблі. При спробі окупувати планету великі сили повстанців за підтримки космічної станції атакували флот загарбників. Зазнавши великих втрат, Імперія знищує кораблі Мон-Каламарі.
Наступною ціллю стає завадити повстанню на Кашиїці, після чого доводиться захистити базу на Кардії, де зберігаються AT-AT. Імператор планує використати AT-AT при битві за Гот, хоча Дарт Вейдер і Таркін вважають «Зірку смерті» важливішою.
Переслідуючи Каласта, Імперія атакує станцію біля Джабіїма та висаджує армію. AT-AT зламлюють оборону бази повстанців, зробивши її вразливою для атаки з повітря. Щоб схопити Каласта, імперська армія вирушає на планету Ацеррі, але він володіє флотом і після поразки тікає. Каласт стрибає через низку планет, поки його корабель не вдається знерухомити й захопити. Дізнавшись, що шпигуни з Ботану надали зраднику Каласту інформацію про «Зірку смерті», яку він вже передав повстанцям, імператор Палпатін вирушає на Ботан, щоб особисто розшукати та вбити шпигунів.
Імперський флот переслідує принцесу Лею, уникаючи кораблів Реймуса Антіллеса біля Татуїна. «Зірка смерті» знищує Альдераан і відлітає до Явіна IV. Захистивши стацію від нальоту повстанців, Імперія руйнує Явіна IV і знищує залишки флоту повстанців.

## Сприйняття
| Агрегатор  | Оцінка |
| ---------- | ------ |
| Metacritic | 79/100 |

| Видання         | Оцінка  |
| --------------- | ------- |
| Eurogamer       | 7/10    |
| Game Informer   | 8.25/10 |
| GamePro         | [ 12 ]  |
| Game Revolution | B−      |
| GameSpot        | 8.7/10  |
| GameSpy         | [ 15 ]  |
| GameZone        | 8.4/10  |
| IGN             | 7.6/10  |
| PC Gamer (США)  | 85 %    |
| VideoGamer.com  | 5/10    |

Star Wars: Empire at War отримала «Срібну» нагороду від Асоціації видавців програмного забезпечення для розваг і дозвілля (ELSPA), що свідчить про продажі принаймні 100 тис. копій у Сполученому Королівстві.
Гра отримала «загалом схвальні відгуки», згідно з агрегатором рецензій Metacritic.
Боб Колайко на сайті GameSpot писав, що наземні битви вражають своїм виглядом, що доповнюється змогою вмикати «кінематографічний» огляд, який показує поле бою зблизька під різними ракурсами. Проте головна причина того, що наземні битви не здаються такими веселими, як космічні, полягає в тому, що всі карти дуже схожі, незалежно від того, на якій планеті відбувається дія. Критик стверджував, що Petroglyph чудово впоралися з озвученням гри, включаючи як різні технічні звуки, так і мову персонажів.
Згідно з вердиктом Стіва Батса в IGN, гра безумовно має чудовий стиль з реалістичними масштабами. Маючи доступ до всієї бібліотеки ефектів і сигналів із фільмів, LucasArts надали автентичний звуковий супровід для своєї гри. Але геометрія та текстури моделей посередні і відстають у якості від інших ігор стратегічного жанру. Star Wars: Empire at War відтворює дух «Зоряних воєн», хоча її ігровий процес одноманітний.